# Dreptu, Neamț
Dreptu este un sat în comuna Poiana Teiului din județul Neamț, Moldova, România.